# Квазірівень Фермі
Квазірівень Фермі (Quasi Fermi level) — термін, що використовується в квантовій механіці і особливо в фізиці твердого тіла при описанні зміни концентрації носіїв заряду, енергії, що викликані прикладанням зовнішнього потенціалу в напівпровіднику.
Коли напівпровідник перебуває в стані термодинамічної рівноваги, тоді функція розподілу електронів на енергетичних рівнях E описується розподілом Фермі-Дірака. В цьому випадку рівень хімічного потенціалу електронної підсистеми, який фізики часто не зовсім строго називають рівнем Фермі, визначається як рівень, на якому ймовірність знаходження електрона дорівнює 1/2.
В умовах порушення термодинамічної рівноваги (наприклад при протіканні електричного струму, навіть стаціонарного), заповнення енергетичних рівнів електронами та дірками змінюється. Враховуючи той факт, що час релаксації електронів в підзонах зони провідності є значно менший у порівнянні з часом релаксації між зоною провідності і валентною зоною через заборонену зону, можна припустити, що електрони зони провідності і дірки валентної зони встановлюють рівновагу незалежно. У випадку електронів можна визначити квазірівень Фермі як такий, що визначає термодинамічну рівновагу в зоні провідності, а для дірок, як такий що визначає термодинамічну рівновагу у валентній зоні. Тут необхідно підкреслити, що при протіканні струму можна говорити швидше про термодинамічну квазірівновагу, ніж про рівновагу.
У випадку відсутності струмів і при термодинамічній рівновазі, квазірівні електронів та дірок збігаються.

## Історія
Вперше концепцію квазірівнів Фермі ввів Віл'ям Шоклі, при описі напівпровідникових p-n- переходів, наприкінці 40-х років 20-го століття. В 60-х роках ця концепція була розповсюджена на принципи роботи МДН-транзисторів. Дане поняття детально розглянуте в підручнику Бонч-Бруєвича і Калашникова (Дивіться список літератури).

## Базові принципи
В термодинамічно нерівноважних умовах (наприклад, при освітленні напівпровідника) вже не існує єдиного рівня Фермі для всієї системи і тому вирази для концентрацій електронів та дірок, отримані для рівноваги вже не дійсні. При цьому, вже не виконується і співвідношення {\displaystyle np=n_{i}^{2}}.
Проте, слідуючи Шоклі, можна узагальнити співвідношення статистики на нерівноважні стани, якщо замість рівня Фермі формально ввести нові величини — квазірівні Фермі. Припустимо, що ймовірність заповнення електроном стану з енергією {\displaystyle W} в зоні провідності можна подати у вигляді, що за формою збігається з розподілом Фермі-Дірака:
{\displaystyle f_{n}={\frac {1}{1+\exp({\frac {W-W_{Fn}}{kT}})}}},
де {\displaystyle W_{Fn}\ } — квазірівень Фермі для електронів, {\displaystyle k\ }- стала Больцмана, {\displaystyle T}- абсолютна температура.
Аналогічним чином, для ймовірності знаходження вакансії (дірки) на рівні {\displaystyle W\ } у валентній зоні буде:
{\displaystyle f_{p}={\frac {1}{1+\exp({\frac {W_{Fp}-W}{kT}})}}},
де {\displaystyle W_{Fp}\ }- квазірівень Фермі для дірок. Тоді очевидно, що для {\displaystyle n} та {\displaystyle p} отримаємо співвідношення подібні до тих, що були отримані в умовах термодинамічної рівноваги, тільки замість рівня Фермі в них будуть входити квазірівні Фермі.
Для невироджених напівпровідників в умовах квазірівноваги також буде справедливий розподіл Максвелла — Больцмана:
{\displaystyle f_{n}=\exp({\frac {W_{Fn}-W}{kT}})},
а для концентрацій електронів та дірок тут буде:
{\displaystyle n=n_{0}+\delta n=N_{c}\exp({\frac {W_{Fn}-W_{c}}{kT}})}
{\displaystyle p=p_{0}+\delta p=N_{v}\exp({\frac {W_{v}-W_{Fp}}{kT}})}.
де {\displaystyle W_{c}\ } рівень зони провідності, а {\displaystyle W_{v}\ } — рівень валентної зони.
Для добутку концентрацій будемо мати:
{\displaystyle pn=n_{i}^{2}\exp({\frac {W_{Fn}-W_{Fp}}{kT}})}.
Таким чином, поява в зонах нерівноважних електронів та дірок можна описати, як розщеплення первинного рівня Фермі {\displaystyle W_{F}} на два квазірівня {\displaystyle W_{Fn}} та {\displaystyle W_{Fp}}, кожний з яких зміщується в напрямі до своєї зони.
Введення квазірівнів Фермі фізично означає припущення, що час релаксації імпульсу {\displaystyle \tau _{p}} та час релаксації енергії {\displaystyle \tau _{W}} для електронів та дірок трохи менший за час їх існування в зонах. В цьому випадку можна вважати, що в електронному та дірковому газах встановлюється рівноважний фермієвський розподіл, і при цьому з однаковою температурою для всієї системи. Проте рівноваги відносно концентрації електронів та дірок тут не існує. Це і проявляється шляхом введення двох різних квазірівнів Фермі для електронів та дірок.
Слід відзначити, що це припущення a priori не очевидне. Проте є експериментальні підтвердження даної гіпотези.
Одним із наслідків введення концепції квазірівнів є те, що густина струму в невироджених напівпровідниках пропорційна градієнту від квазірівней рівня Фермі:
{\displaystyle \mathbf {j} _{n}=\mu _{n}n(\mathbf {r} )\nabla W_{Fn}}
{\displaystyle \mathbf {j} _{p}=\mu _{p}p(\mathbf {r} )\nabla W_{Fp}}
Звідси випливає, що при наявності струму квазірівні Фермі змінюються в просторі, і тим швидше, чим менше локальне значення концентрацій електронів {\displaystyle n} та дірок {\displaystyle p}.
Для простоти можна припустити, що в напівпровіднику є тільки електрони, які рухаються в одному напрямі {\displaystyle x}. Тоді, вводячи електропровідність {\displaystyle \sigma _{n}(x)=e\mu _{n}n(x)}, будемо мати:
{\displaystyle j_{nx}={\frac {1}{e}}\sigma _{n}(x){\frac {dW_{Fn}}{dx}}}.
З іншого боку, відповідно до загальної форми диференціального закону Ома, можна записати:
{\displaystyle j_{nx}=\sigma _{n}(x)[E_{x}+E_{nx}^{*}]},
де {\displaystyle E_{x}\ }- напруженість електричного поля, а {\displaystyle E_{nx}^{*}\ }- напруженість поля сторонніх сил (не кулонівських). В нашому випадку це є сила тиску електронного газу, обумовлена градієнтом концентрації електронів. Таким чином, маємо:
{\displaystyle {\frac {dW_{Fn}}{dx}}=e(E_{x}+E_{nx}^{*})}.
Тому різниця значень квазірівнів Фермі для двох яких-небудь перерізів напівпровідника {\displaystyle A\ } та {\displaystyle B\ } буде:
{\displaystyle W_{FB}-W_{FA}=-e(\phi _{B}-\phi _{A})\ },
де {\displaystyle \phi _{B}-\phi _{A}}- по суті є прикладена зовнішня напруга (макроскопічна величина!). Таким чином, різниця квазірівнів Фермі є та фізична величина (по своїй суті мікроскопічна), яку ми можемо безпосередньо вимірювати вольтметром (тобто на макроскопічному рівні).

## Експериментальне обґрунтування
Слід відзначити, що чисельні моделі напівпровідникових приладів, що використовують концепцію квазірівнів Фермі, не є підтвердженням даної концепції. Тому була проведена серія експериментів шляхом безпосереднього вимірювання коефіцієнтів дифузії {\displaystyle D} та рухливостей {\displaystyle \mu } для нерівновжних електронів та дірок. Дійсно, співвідношення Ейнштейна:
{\displaystyle {\frac {D}{\mu }}={\frac {kT}{e}}},
яке зв'язує коефіцієнт дифузії та рухливість, справедливе тільки в тому випадку, коли частки підкоряються статистиці Максвелла- Больцмана.
Оскільки в рамках концепції квазірівнів Фермі для нерівноважних носіїв заряду також справедливий розподіл Максвелла — Больцмана, то для них також повинно виконуватися співвідношення Ейнштейна.
Відношення {\displaystyle {\frac {D}{\mu }}} для нерівноважних носіїв заряду можна знайти із дослідів, вимірюючи довжину дифузії {\displaystyle L={\sqrt {D\tau }}} та довжину дрейфа {\displaystyle l_{D}=\mu E\tau \ }:
{\displaystyle {\frac {D}{\mu }}={\frac {L^{2}E}{l_{D}(E)}}\ }.
При цьому в домішкових напівпровідниках {\displaystyle D} та {\displaystyle \mu } відповідають неосновним носіям заряду. Тому можна перевірити експериментально, чи виконується співвідношення Ейнштейна для нерівноважних носіїв заряду.
Такі дослідження проводилися чисельними авторами для германію. Вони показали, що формула Ейнштейна добре виконується і для нерівноважних носіїв заряду, що і є експериментальним підтвердженням можливості введення концепції квазірівнів Фермі.

## Мікроскопічне обґрунтування
Концепція квазірівнів Фермі виконує роль своєрідного «трансформера», що ставить у відповідність зовнішні напруги (макроскопічні величини) із внутрішніми потенціалами напівпровідника (мікроскопічні величини). Коректного теоретичного обґрунтування даної гіпотези на сьогодні не існує.
Ситуація ускладнюється також тим, що ми маємо не просто статичну квазірівновагу, а на фоні стаціонарних струмів, що створюють нерівноважні носії заряду. Тому необхідно враховувати методи нерівноважної статистичної фізики.
З іншого боку ми маємо певну аналогію зі стаціонарними станами в рівнянні Шредінгера, коли гамільтоніан явно не залежить від часу. В нашому випадку, явно від часу не залежать струми, обумовлені нерівноважними носіями.

## Феноменологічне обґрунтування
Феноменологічне обґрунтування квазірівнів Фермі в поверхневих шарах германію було здійснене Бровном задовго до створення МДН-транзисторів. Бровн ввів макроскопічний потенціал {\displaystyle V_{S}}, як різницю між квазірівнями Фермі в інверсному шарі напівпровідника:
{\displaystyle V_{S}=\phi _{n}-\phi _{p}\ }.
В МДН-транзисторах ми маємо чітке розділення на управляюче електричне поле затвора, яке створюється напругою {\displaystyle V_{G}}, та витягуюче поле стоку, яке створюється напругою {\displaystyle V_{D}}. В p-n- переходах напруга на аноді виконує подвійну функцію і управління, і витягування, тому тут все протікає значно складніше.
Таким чином, потенціал Бровна {\displaystyle V_{S}} по своїй природі дуалістичний, з одного боку він мікроскопічний, а з іншого — макроскопічний. Дійсно, поперечне управляюче поле, що створюється прикладанням напруги до електрода затвора {\displaystyle V_{G}}, деформує зонну структуру напівпровідника на поверхні, змінюючи її провідність на інверсну. Проте поперечне електричне поле зосереджене тільки в діелектриці МДН-структури і швидко зменшується всередині напівпровідника. А це означає, що основне падіння напруги на затворі {\displaystyle V_{G}} приходиться на діелектрик, тому поверхневий потенціал {\displaystyle \phi _{s}} з точки зору поперечного поля є чисто мікроскопічна величина. Зовсім інша ситуація з поздовжнім електричним полем, яке створюється прикладанням напруги до електрода стока МДН-транзистора. Для неї поверхня напівпровідника (й інверсний шар, і область збіднення) по суті представляють «діелектрик», і тому поздовжнє електричне поле проникає вздовж поверхневого шару аж до електрода джерела МДН-транзистора. Тобто напруга стока {\displaystyle V_{D}} майже рівномірно розподіляється вздовж поверхні каналу. Тому поверхневий потенціал {\displaystyle \phi _{s}} вздовж каналу змінюється дуже сильно. І практично має порядок величини, що збігається з макроскопічними напругами на стоці {\displaystyle V_{D}}.
Мінімальний потенціал Бровна {\displaystyle V_{S}}, при якому розпочинається режим сильної інверсії поверхні напівпровідника, називається пороговим потенціалом/напругою і рівний:
{\displaystyle V_{SP}=\phi _{s}-2\phi _{F}\ }
{\displaystyle \phi _{F}-} потенціал Фермі.
Делікатна проблема зв'язку між мікроскопічними та макроскопічними потенціалами, практично нерозв'язна для напівпровідникових діодів, проте на феноменологічному рівні цілком розв'язна для МДН-структур. Суть самої проблеми полягає в тому, що функції розподілу (і Максвелла- Больцмана, і Фермі- Дірака) як параметри використовують мікроскопічні величини (енергії або потенціали), тоді як реальні ВАХ (вольт- амперні характеристики) містять макроскопічні напруги/потенціали.
Відхилення реальних експоненційних ВАХ напівпровідникових приладів від теоретично розрахованих на основі мікроскопічних потенціалів, виражають через т.з. {\displaystyle m-} фактор неідеальності ВАХ (в загальному випадку ця величина є близько 2). У випадку МДН-структур цей {\displaystyle m-} фактор можна подати в аналітичній формі, як показали Свенсон та Мейндл:
{\displaystyle m={\frac {C_{0}+C_{d}+C_{fs}}{C_{0}}}}
де {\displaystyle C_{0}-} ємність діелектрика, {\displaystyle C_{d}-} ємність збідненої області ті {\displaystyle C_{fs}-} ємність швидких поверхневих станів. Детальне дослідження {\displaystyle m-} фактора Якимахою на серійних МДН-транзисторах показало слабку залежність ({\displaystyle m=1,5-2}) від ємності збідненої області при обернених напругах на обкладці, проте сильну залежність ({\displaystyle m=2-4}) від ємності інверсного каналу при прямих напругах на підкладці (правда у цьому випадку виникає т.з. біполярний ефект і через електрод підкладки також протікає електричний струм).
Таким чином, зв'язок між мікроскопічними потенціалами поверхні напівпровідника та макроскопічними напругами реального напівпровідникового прилада (чи експериментальної вимірювальної установки) існує однозначна взаємовідповідність через ємнісні параметри конструкції конкретного напівпровідникового приладу (експериментальної установки).